# Staverton (Wiltshire)
 (septembre 2023).
Pour les articles homonymes, voir Staverton.
Staverton est une paroisse civile et un village du Wiltshire, en Angleterre.